# Jo, die schöne Irin
Jo, die schöne Irin (im Original Jo, La Belle Irlandaise) ist ein Gemälde des französischen Malers Gustave Courbet. Es entstand vermutlich zwischen 1865 und 1866. Der Künstler fertigte insgesamt vier Ausführungen des Ölgemäldes auf Leinwand, die sich nur geringfügig unterscheiden. Eine davon befindet sich im Metropolitan Museum of Art in New York City, das Format beträgt 55,9 mal 66 cm. Dieses Gemälde gelangte 1929 im Rahmen der Havemeyer-Sammlung als Spende an das MET.

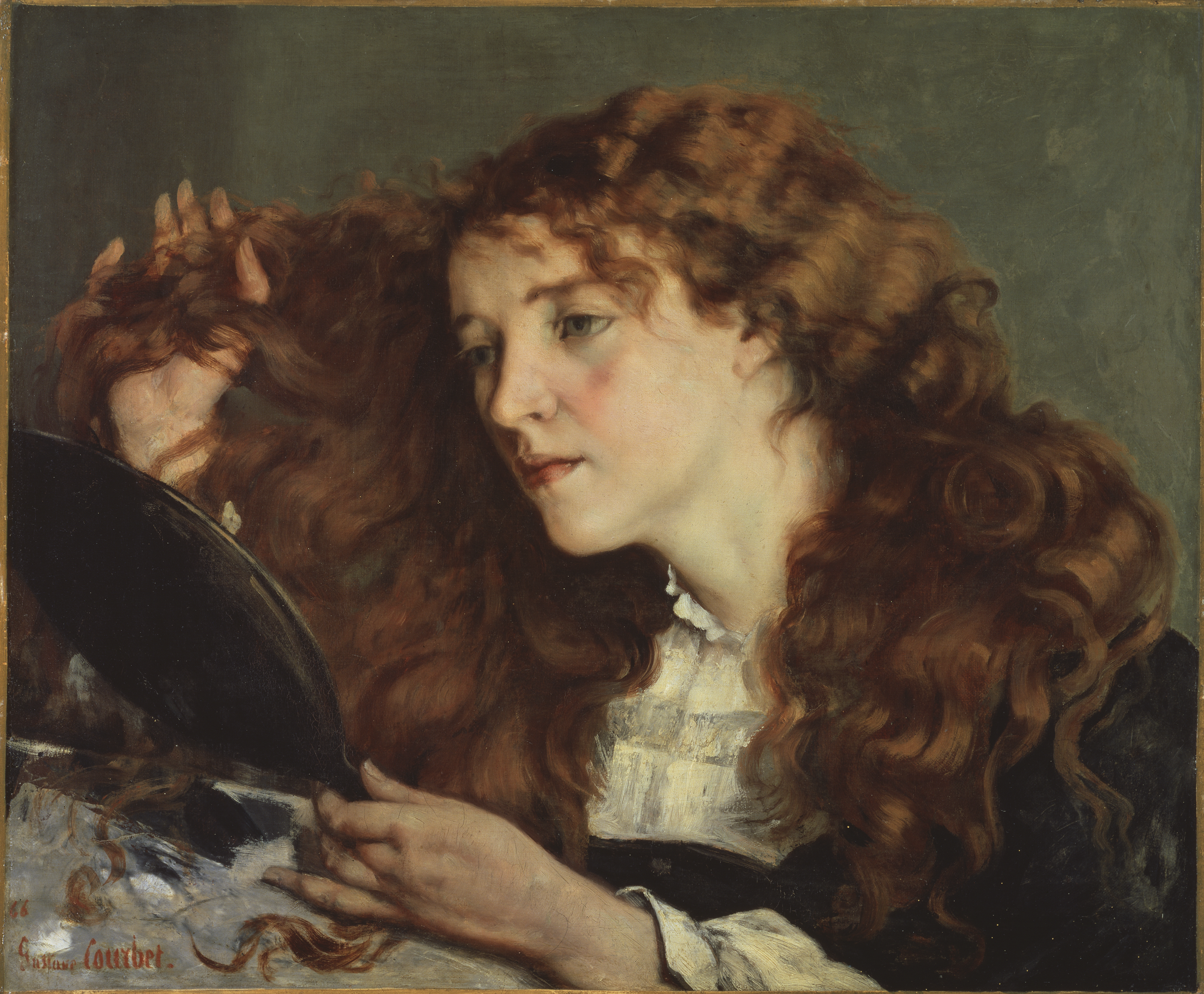
Jo, la belle Irlandaise (Nationalmuseum in Stockholm).

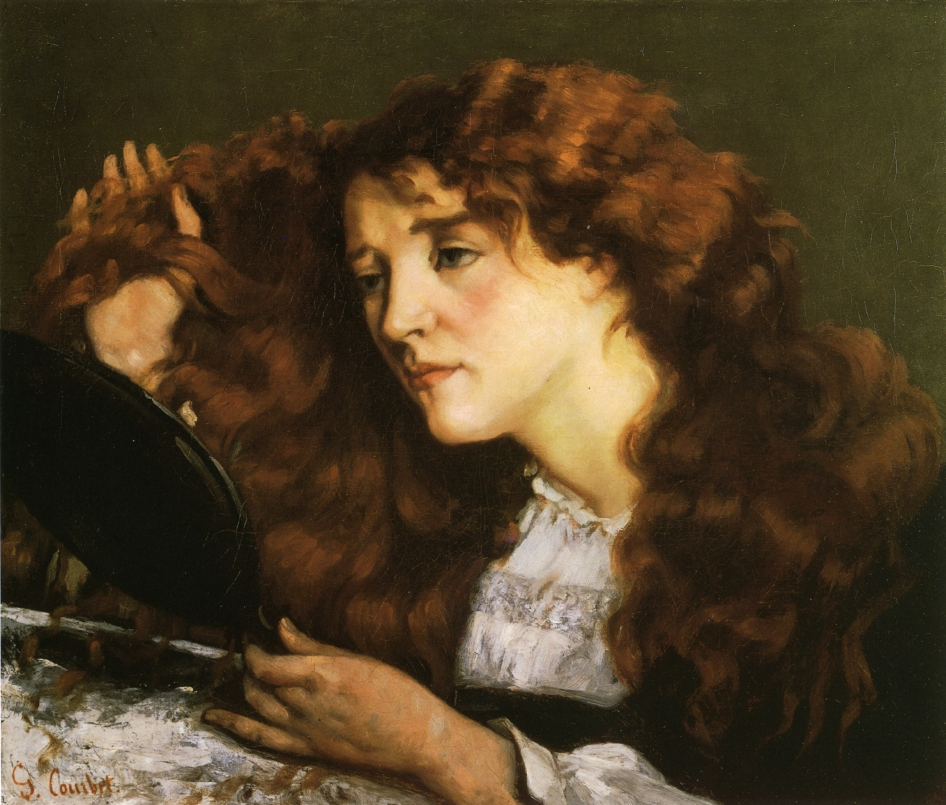
Jo, la belle Irlandaise (Privatsammlung in Zürich).

Die anderen drei Exemplare befinden sich im Schwedischen Nationalmuseum in Stockholm, im Nelson-Atkins Museum of Art in Kansas City im US-Bundesstaat Missouri und in einer Privatsammlung in Zürich.

## Bildbeschreibung
Zu sehen ist eine junge Frau vor einem dunklen Hintergrund an einem Tisch mit einer weißen Decke sitzend oder stehend. Sie trägt eine weiße Bluse, die unter einem schwarzen Überkleid hervorschaut. In der linken Hand hält sie einen länglichen ovalen Handspiegel, mit der rechten fährt sie sich durch ihre Haare. Diese sind lang, gewellt und von einem intensiven Kupferrot. Ihr Blick ist auf den Spiegel gerichtet und kann sowohl als ernst, nachdenklich, verträumt als auch kritisch interpretiert werden.

## Bedeutung
Wie auch für seinen Künstlerkollegen James McNeill Whistler war die Irin Joanna Hiffernan ein bevorzugtes Modell von Gustave Courbet. Beide Künstler beeindruckte das intensiv rote Haar Joannas, welches die Blicke des Betrachters auf sich zieht. Während bei anderen Gemälden der Maler die Dargestellte jedoch anonym bleibt, wie beispielsweise bei Courbets Gemälde Die Frau in den Wellen, wird das Modell direkt beim Namen genannt. Die Bezeichnung „schöne Irin“ sowie die Koseform „Jo“ unterstreicht die Bewunderung des Malers für seine Muse.